# Phebalium ozothamnoides
Phebalium ozothamnoides är en vinruteväxtart som beskrevs av Ferdinand von Mueller. Phebalium ozothamnoides ingår i släktet Phebalium och familjen vinruteväxter. Inga underarter finns listade i Catalogue of Life.